# 吳奕
吳奕（1574年—？），字世于，號敏所，南直隸常州府武進縣民籍，宜興縣北渠里人，明朝政治人物。

## 生平
萬曆二十八年（1600年）庚子科應天鄉試第五十九名舉人，三十八年（1610年）中式庚戌科會試第七十四名，三甲第一百六十名進士。刑部觀政，授縉雲縣知縣，四十年（1612年）丁母憂，服闋，四十二年（1614年）起為龍溪縣知縣。著有《觀復菴集》。

## 家族
曾祖吳禮，封南京戶部主事；祖父吳性，嘉靖十四年進士，尚寶司丞；伯父吳可行，嘉靖三十二年進士，翰林院檢討；父吳中行，隆慶五年進士，翰林院侍講學士。母毛氏（封宜人）。慈侍下。兄吳雍、吳亮（萬曆二十九年進士）、吳玄（萬曆二十六年進士）、吳京，弟吳亶（萬曆三十一年舉人）、吳褒。從兄吳宗泰（監生）、吳宗儀（萬曆二十二年舉人）、吳宗曼、吳宗因（萬曆十九年舉人）、吳宗奎（萬曆十九年舉人）、吳宗正（監生）、吳宗逸（監生）、吳宗兗（萬曆二十八年舉人）、吳宗達（萬曆三十二年進士），從弟吳宗亢、吳宗本、吳宗選、吳宗閏、吳宗充、吳宗進。